# Hjalmar Stålhammar
Folke Hjalmar Otto Stålhammar, född 27 april 1825 på Ryd i Augerums socken, död 26 augusti 1906 i Spjutsbygd, Rödeby socken, var en svensk militär och pionjär inom biodling.
Hjalmar Stålhammar var son till kaptenlöjtnanten Lorentz Henrik Stålhammar. Han utexaminerades från Krigshögskolan 1845, blev underlöjtnant vid Jönköpings regemente samma år och löjtnant 1852 samt tog avsked 1863. Han bodde sedan i Göteborg, tills han 1897 slog sig ned i Spjutsbygd. Med stort intresse ägnade han senare delen av sitt liv åt biskötsel och sökte genom föredrag, demonstrationer och skrifter sprida kännedom om moderna biodlingsmetoder. I Göteborg höll han en biskola, och företog även i samarbete med hushållningssällskapen föreläsningsturnéer. Han var redaktör för Svensk bi-tidning 1880–1896 samt utgav Praktisk och teoretisk lärobok i biskötsel (1885) och Handbok i praktisk nutida biskötsel (1889) med flera arbeten på detta område. Stålhammar publicerade även en skrift om potatisodling.